# Eugenia triflora
Eugenia triflora är en myrtenväxtart som först beskrevs av Nikolaus Joseph von Jacquin, och fick sitt nu gällande namn av William Hamilton. Eugenia triflora ingår i släktet Eugenia och familjen myrtenväxter.
Artens utbredningsområde är Colombia. Inga underarter finns listade i Catalogue of Life.